# Marcus (ur. 1974)
Marcus Vinicius de Morais (ur. 25 lutego 1974) – brazylijski piłkarz występujący na pozycji pomocnika.

## Kariera klubowa
Od 1997 do 2008 roku występował w klubach Guarani FC, Honda, Rio Blanco, EC Bahia, América, Albirex Niigata, Kawasaki Frontale, Tokyo Verdy, Yokohama F. Marinos i Vitória.